# إياد أبوفنون
إياد أبو فنون ناشط فلسطيني وإعلامي، ومدرّب لمهارات الدفاع عن النفس، واسير محرر قضى 9 أعوام من حُكم 29 عام في السجون الإسرائيلية قبل ان يتم إطلاق سراحه للضفة الغربية عام 2011 في صفقة وفاء الاحرار، ظهر كثيراً ببرامج حوارية على قناة الأقصى الفضائية أثناء انتفاضة القدس. أعتُقل وحوكم على خلفية انتمائه لكتائب القسام الجناح العسكري لحركة حماس.

## الإبعاد إلى قطاع غزة
أعاد الاحتلال اعتقاله في 2012، وهدده باعادة الحكم السابق عليه بالسجن لـ 35 عاما، إلا انه هدد بالاضراب عن الطعام، مما دفع المحكمة الإسرائيلية إلى ان تعرض عليه الابعاد إلى غزة، وهو ما وافق عليه".
قررت محكمة الاحتلال في عوفر ظهر يوم الخميس 20 حزيران 2013 ابعاده من بلدة بتير غرب بيت لحم إلى قطاع غزة لمدة 10 سنوات. وتم لاحقًا إبعاده قعليًا ووصل غزة في عصر الخميس 4 يوليو 2013 عبر معبر بيت حانون شمال القطاع. وأعرب عن سعادته الكبيرة في غزة قائلاً: «إنها لفرحة كبيرة، إنها فرحة الحرية التي لاتقدر بثمن، ولو استطعت أن أعبر عنها لعبرت عنها بمجلدات لا كلمات». وقال: «أن اعتقاله كان بدون أية تهمة، وأن جنود الاحتلال كانوا يقولون له أنت ممنوع من التواجد في الضفة فأنت تهدد أمننا».

## خطب مؤثرة

إياد أبوفنون يحمل السلاح معتلي المنبر في مسجد الهدى بغزة مهدداً الاحتلال الاسرائيلي، 2014

يخطب الجمعة في مساجد غزة، ويشتهر بخطبه المؤثرة حيث ظهر مرةً حاملاً لسلاح آلي في 29 آب/أغسطس بمسجد الهدى بغزة عقب انتهاء الحرب على غزة 2014، ومما قال: “هذه الحرب أثبتت بأننا لن نعيد البلاد إلا بهذا السلاح”، قال: “لن نقيم دولة الإسلام… الخلافة التي بناها محمد، إلا بهذا السلاح.”.
وظهر مرة أخرى يحمل سكينًا أثناء انتفاضة السكاكين في 2015.